# Krasna Poleana, Krasnohvardiiske
Krasna Poleana (în ucraineană Красна Поляна) este un sat în comuna Petrivka din raionul Krasnohvardiiske, Republica Autonomă Crimeea, Ucraina.

## Demografie
Componența lingvistică a localității Krasna Poleana
     Rusă (64,26%)
     Tătară crimeeană (20,8%)
     Ucraineană (13,7%)
     Alte limbi (0,87%)
Conform recensământului din 2001, majoritatea populației localității Krasna Poleana era vorbitoare de rusă (64,26%), existând în minoritate și vorbitori de tătară crimeeană (20,8%) și ucraineană (13,7%).